# جوبان (عين العرب)
جوبان  قرية سوريّة تتبع إداريّاً لمحافظة حلب منطقة عين العرب ناحية مركز عين العرب، بلغ تعداد سكانها 578 نسمة حسب التعداد السكاني لعام 2004.